# Karl Theodor Christian Gerhard
Karl Theodor Christian Gerhard (* 17. September 1773 in Breslau; † 25. November 1841) war Archdiakonus und Schriftsteller in Breslau, der Kommunionsbücher, aber auch ein Schauspiel und eine Erzählung verfasste. 
Als Hauptwerke sind zu nennen:
- Der wilde Acacienbaum, gepflanzt zum frohen Genuß für gute Mädchen. Breslau 1800
- Religiöse Empfindungen am Anfang und am Schluss unserer Schreckenszeit. Breslau 1809